# Le Baiser de la fée
Le Baiser de la fée (El bes de la fada) és un ballet neoclàssic en un acte i quatre escenes compost per Ígor Stravinski el 1928 i revisat el 1950 per a George Balanchine i el New York City Ballet. Basada en el conte Isjomfruen (en català: La donzella de gel) de Hans Christian Andersen, l'obra és un homenatge a Piotr Ilitx Txaikovski, amb motiu del 35è aniversari de la mort del compositor. Stravinski va elaborar diverses melodies de peces per a piano primerenques i cançons de Txaikovski a la seva partitura. Un encàrrec d'⁣Ida Rubinstein del 1927, el ballet va ser coreografiat per Bronislava Nijinska i es va estrenar al Teatre de l'Òpera de París el 27 de novembre de 1928 sota la direcció del mateix Stravinski.
En les seves converses amb Robert Craft, Stravinski no va especificar en quines peces de Txaikovski es va basar, però Danses suisses cita un dels temes de Txaikovski més fàcilment identificables, l'Humoresque de Dues peces, op. 10 (1871). El musicòleg David Drew va proporcionar diverses fonts musicals a les notes del seu disc per a l'enregistrament de Decca de 1963 del ballet d'⁣Ernest Ansermet:
- Escena I: Andante. Figures de l’op. 19 núm. 4 i la Barcarolle Juin de l’op. 37 bis
- Vivace agitato. Figura de l’op. 54 núm. 7
- Escena II: Tempo giusto. Humoresque op. 10 núm. 2 i Rêverie du soir, op. 19 núm. 1
- Valsa. Natha-Valse, op. 51 núm. 4
- Escena III: Allegretto grazioso. Scherzo humoresque op. 19 núm. 2
- Doppio movimento. Feuillet d’Album op. 19 núm. 3
- Pas de deux. Nocturne, op. 19 núm. 4, secció Più mosso
- Escena — Andante non tanto. None but the lonely heart, op. 6 núm. 6

A més dels anteriors, Robert Craft —coautor amb Stravinski de Expositions and Developments, el tercer volum de reflexions autobiogràfiques del compositor— aporta els títols següents:
- Scherzo à la Russe, op. 1 núm. 1 per a piano
- Painfully and Sweetly, op. 6 núm. 3 per a veu i piano
- The Mujik plays the harmonica, op. 39 núm. 12 per a piano
- In the Village, op. 40 núm. 7 per a piano
- Danse russe, op. 40 núm. 10 per a piano
- Salon valse, op. 31 núm. 1 per a piano
- Lullaby on a storm (Berceuse), op. 54 núm. 10 per a veu i piano
- Serenade, op. 63 núm. 6 per a veu i piano

L’any 1937, Balanchine va crear un ballet més llarg per al seu American Ballet, que es va estrenar el 27 d’abril a l’antic Metropolitan Opera House de Nova York. La seva versió de 1950 es va estrenar el 28 de novembre al City Center of Music and Drama de la mateixa ciutat, sota el títol en anglès The Fairy's Kiss. L’any 1960, Kenneth MacMillan en va coreografiar una nova versió per al The Royal Ballet.

## DivertimentodeLe Baiser de la fée
El Divertimento de Le Baiser de la fée és una suite de concert per a orquestra basada en la música del ballet. Stravinski la va arranjar en col·laboració amb Samuel Dushkin l’any 1934 i la va revisar el 1949. Consta de quatre moviments:
- I. Sinfonia
- II. Danses suisses
- III. Scherzo (Au moulin)
- IV. Pas de deux
  - a. Adagio
  - b. Variation
  - c. Coda

A Catalunya, aquesta suite es va representar per primera vegada als Festivals Stravinski que tingueren lloc els dies 12 i 15 de març de 1936 al Gran Teatre del Liceu.